# Josef Andersson (ingenjör)
Josef Magnus Andersson, född 3 december 1900 i Ljusnarsbergs församling, Örebro län, död 18 januari 1969 i Saltsjöbadens församling, Stockholms län, var en svensk ingenjör.
Andersson tog examen vid Hässleholms tekniska institut 1924 och utexaminerades från Stockholms tekniska institut 1936. Han var ban- och markingenjör vid Järnvägs AB Stockholm-Saltsjön 1930–1942, trafikchef där 1946 och verkställande direktör 1946–1962 (även styrelseledamot). Josef Andersson är begravd på Skogsö kyrkogård.